# بيان التدفقات النقدية
قائمة التدفقات النقدية (بالإنجليزية: Cash Flow Statement)‏ هي القائمة الرابعة بعد كل من قائمة المركز المالي (الميزانية العمومية) وقائمة الدخل (بيان الأرباح والخسائر) وقائمة التغيرات في حقوق الملكية، والتي أصبح لزاما على الشركات إعدادها على أنها جزء لا يتجزأ من بياناتها المالية لكل فترة تقدم البيانات المالية عنها وتعتبر قائمة التدفقات النقدية من أهم القوائم المالية التي تساعد مستخدمي هذه القوائم في التعرف على الأوضاع المالية للشركة موضوع التحليل، وتأتي أهمية قائمة التدفقات في أنها تبين الأثر النقدي لكافة النشاطات التي قامت بها الشركة خلال الفترة المالية مع بيان طبيعة هذا الأثر من كونه يشكل تدفقا نقديا داخلا للشركة أو خارجا منها، كما أن تقسيم هذه القائمة للتدفقات النقدية ضمن نشاطات لها طبيعة مشتركة يساعد في التعرف على نقاط القوة والضعف من حيث قدرة الشركة على توليد النقد وهو العنصر الذي سيستخدم في تسديد الالتزامات وتمويل التوسعات وتوزيع الأرباح سواء في المدى القصير أو المدى الطويل.

## قائمة التدفقات النقدية وقائمة مصادر الأموال
يطلق على قائمة مصادر الأموال واستخداماتها بالإضافة إلى هذا الاسم – الأسماء التالية :
- قائمة التغير في صافي رأس المال العامل.
- قائمة تدفق الأموال.

وتقوم في جوهرها على تحديد التغيرات التي حدثت على الأوضاع المالية للشركة من حيث الزيادة أو النقص في كل بند من بنود الميزانية مع الأخذ بعين الاعتبار صافي ربح أو خسارة الفترة والمصروفات غير النقدية كالاستهلاكات.
أما قائمة التدفقات النقدية فهي تذهب إلى أبعد من ذلك في أنها تحدد النتائج النقدية لكل نشاط مارسته الشركة خلال الفترة التي يجري تحليلها، مع تحديد صافي أثر هذه النتائج على الأنشطة ذات الطبيعة المتشابهة أو المشتركة.

## التدفقات النقدية من الأنشطة التشغيلية
وهي التدفقات النقدية المتولدة من الأنشطة الرئيسية التي تمارسها المؤسسة، والتي تشمل ما يلي:
- صافي الدخل النقدي للفترة.
- النقد المحصل من العملاء، أي الناتج عن المبيعات.
- النقد المدفوع للموردين، أي ثمن البضائع.
- النقد المدفوع للضرائب.
- النقد المدفوع على المصاريف المختلفة.
- النقد المتحصل من ربح بيع الأصول طويلة الأجل كأرباح.

كما انه يوجد طريقتين لاحتساب التدفقات النقدية من الأنشطة التشغيلية وهي:-
1- الطريقة المباشرة: حيث يتم بموجبها الإفصاح عن المبالغ الإجمالية المحصلة والمدفوعة للبنود الأساسية .
2-الطريقة غير المباشرة: حيث يتم بموجبها تعديل رقم صافي الربح أو الخسارة بأثر العمليات غير النقدية و أية بنود مؤجلة أو مستحقة متصلة بمقبوضات أو مدفوعات سابقة أو مستقبلية .

## التدفقات النقدية من الأنشطة الاستثمارية
وهي التدفقات النقدية التي تشمل بيع وشراء الموجودات الطويلة الأجل، ويتطلب تحديدها تحليل عناصر الميزانية في جانب الموجودات والتي لم يتم تحليلها عند تحديد التدفقات النقدية من الأنشطة التشغيلية، ومن الأمثلة عليها ما يلي :
* النقد المدفوع لشراء أجهزة ومعدات.
* النقد المدفوع لشراء أسهم وسندات طويلة الأجل.
* النقد المدفوع مقابل استثمارات أخرى طويلة الأجل.
* المتحصلات النقدية من بيع الموجودات الثابتة أو الاستثمارات.

## التدفقات النقدية من الأنشطة التمويلية
وهي التدفقات النقدية المتعلقة بالحصول على الموارد من المالكين أو إعادتها لهم، ذلك فيما يتعلق الحصول على التمويل من المقرضين أو تسديد القروض لهم، ومن الأمثلة عليها ما يلي :
- النقد المتحصل من إصدار أسهم جديدة أو زيادة رأس المال.
- النقد المتحصل من إصدار سندات طويلة الأجل.
- النقد المتحصل من القروض والتسهيلات البنكية.
- النقد المدفوع على توزيع الارباح.
- النقد المدفوع لتسديد السندات.
- النقد المدفوع لتسديد القروض والتسهيلات البنكية.

### قائمة التدفق النقدي
يتطلب إعداد هذه القائمة توفر قائمتي مركز مالي (ميزانية عمومية) لبداية الفترة ونهايتها، والتي تعد عنها قائمة التدفقات النقدية، بالإضافة إلى قائمة الدخل لتلك الفترة، وكذلك بعض المعلومات الإضافية التي يمكن الحصول عليها من السجلات والتقارير المالية للشركة. وسبب الحاجة لموازنتين وقائمة دخل واحدة هو أن الموازنة تمثل صورة للمؤسسة في لحظة معينة، وهذا لا يمكن معد القائمة من التعرف على التغيرات الحاصلة في بنود الموازنة إلا إذا توفرت له موازنة لبداية الفترة وموازنة أخرى لنهايتها؛ أما سبب الاكتفاء بقائمة دخل واحدة فيعود لكون قائم الدخل تعد على أساس تراكمي وتمثل سجلا للفترة التي تشملها. ويتم إعدادها كالتالي:
- 1- تحديد صافي التدفقات النقدية لكل نشاط من الأنشطة الثلاثة التي تحتويها القائمة.
- 2- تحديد صافي التدفق النقدي للفترة بتجميع صافي التدفقات النقدية (سلبا أو إيجابا) للأنشطة الثلاثة التي تحتويها القائمة.
- 3- تحديد صافي النقد في نهاية الفترة، وذلك في أول الفترة إلى صافي التدفق النقدي للفترة والمستخرج في البند السابق.
- 4- التأكد من أن صافي النقد المستخرج في البند السابق يساوي صافي النقد الظاهر في الميزانية في نهاية الفترة.